# Vaina

Sable con su vaina.

Una vaina es una funda ajustada para armas blancas o instrumentos cortantes o punzantes. Las vainas pueden estar elaboradas de diversos materiales, incluyendo piel, madera y metales como bronce y acero.
La abertura de la vaina por donde se introduce la hoja se llama garganta o brocal, y forma parte de toda la montura de la misma vaina, en la cual lleva un gancho o un anillo que facilita la entrada de la hoja. En las vainas de piel generalmente está protegida por una punta de metal, o contera, que impide que la punta de la hoja rasgue o perfore la piel. La vaina, ya sea de metal o de piel, brinda una protección extra a través de una extensión llamada cuña o zapato.